# Eduardo Ruiz Caravantes
Eduardo Ruiz Caravantes (Porto Alegre, ? — ?, 1976) foi um jurista, professor e político brasileiro.
Formou-se em Direito em Porto Alegre em 1929. Foi promotor público em Bento Gonçalves em 1932 e no ano seguinte era juiz de Direito da Comarca de Lagoa Vermelha, acumulando em 1934 a função de juiz eleitoral da 19ª Zona. Em seguida foi indicado juiz da Comarca de Santa Vitória do Palmar e em 1935 foi transferido para a Comarca de Erechim.
Transferido para a Comarca de Caxias do Sul, ali deixou sua marca mais relevante. Atuou como juiz de Direito e chefe da Comarca entre 1938 e 1949, presidiu a 2ª Junta de Conciliação e Julgamento em 1939, presidiu os Tribunais de Farroupilha e Antônio Prado, promoveu a mudança do Fórum para uma sede mais ampla e equipada, presidiu a criação da Comarca de Antônio Prado e foi juiz eleitoral da 16ª Zona em 1945-1948, presidindo a Junta em 1948.
Foi também professor, organizador do curso de Humanidades e presidente do Departamento de Estudos Jurídicos do Centro Cultural Tobias Barreto de Menezes, membro do Rotary Club, um dos idealizadores da criação da Biblioteca Pública, vice-presidente e depois presidente do núcleo da Liga de Defesa Nacional, diretor do núcleo da Associação dos Funcionários Públicos do Estado, membro do Conselho Consultivo do Orfanato Santa Teresinha, e promoveu a construção do Abrigo de Menores São José.
Governou o município de Caxias interinamente ao fim do Estado Novo, enquanto se preparavam as eleições municipais. Seu mandato foi brevíssimo. No dia 21 de novembro de 1945, em cumprimento do Decreto-Lei n° 8.188, solicitou ao interventor estadual o afastamento do prefeito Dante Marcucci, sendo nomeado seu substituto e deixando o exercício 12 dias depois da eleição. Em 27 de novembro de 1947 presidiu a reinstalação do Poder Legislativo em Farroupilha, após dez anos de inatividade. Em 1949 foi um dos idealizadores da Escola de Belas Artes de Caxias, criada em 19 de maio.
Em sua passagem por Caxias foi muitas vezes homenageado. Em 1941 foi inaugurado um retrato seu na sede do Fórum, em agradecimento pela sua distinguida atuação no campo jurídico e por muitos outros serviços prestados, chamado de "cidadão que tem honrado o meio social em que vive", "homem que tem ministrado a Justiça com retidão, com inteligência e com absoluta independência e integral responsabilidade", "jurista de raro descortino, sempre justo e preciso nas suas decisões, lavradas ao respeito da lei e dos sentimentos humanos. Grandes e pequenos, sempre tiveram a mesma atenção e o mesmo acatamento. O juiz nunca deixou de ser amigo, sempre que o podia ser, e o amigo nunca sacrificou ao juiz". Em 1942 recebeu novas homenagens da classe jurídica por ocasião de seu aniversário, que ressaltaram sua dignidade e honradez no exercício profissional, atestando " a grande estima e acatamento que lhe votam os advogados e funcionários da Justiça de toda Comarca e bem assim seus amigos e admiradores". O aplauso da comunidade foi renovado em 1945 com a inauguração de um busto do magistrado. Em 1948, nas comemorações dos 50 anos da Comarca de Caxias, recebeu outras manifestações de apreço, e em sua despedida da Comarca em 1949, transferido para Cruz Alta, foi outra vez objeto de louvações públicas, sendo-lhe oferecido grande banquete no Clube Juvenil. Em 1958 foi vice-presidente da Comissão Central em prol da candidatura de Juarez Távora.